# SEA IV C2
 (mars 2012).
Le SEA IV C2 est un biplan monomoteur de chasse français conçu à la fin de la Première Guerre mondiale.

## Historique
Le SEA IV C2 fut conçu par Marcel Bloch, Henry Potez et Louis Coroller dans le cadre de la Société d'études aéronautiques. Les prototypes sont construits à Suresnes. La structure du SEA IV est une ossature en bois entoilée et croisillonnée avec des cordes à piano. Le moteur est à l'avant et recouvert d'un capotage en aluminium. Le réservoir d'essence est protégé des balles.
Le premier vol a lieu aux environs de mars 1918, probablement sur le terrain du Plessis-Belleville. Il est d’abord essayé par Gustave Douchy, un des as de la guerre 1914-1918 (9 victoires), puis par les pilotes du Centre d’essais en vol de Villacoublay, et enfin par les
pilotes du front. 
La maniabilité, la stabilité et la visibilité sont considérées comme bonnes.
Un prototype est envoyé pour des essais en opérations sur le front et donne satisfaction. En conséquence, une commande massive de 1 000 exemplaires est lancée par l'armée française. Louis Coroller, toujours militaire, est envoyé en mission auprès de la commission aéronautique française aux États-Unis, ce qui gêne le lancement de la construction en série. La société Le Meuble Massif, Bloch, Potez et Levy-Finger et la filiale Société Anjou Aéronautique sont créées à Angers pour faire face aux besoins.
À la suite de l'Armistice de novembre 1918, les commandes sont résiliées. Un total de 115 exemplaires est produit dont 65 auraient été pris en compte par les militaires français.

## Variantes
- Le prototype numéro constructeur 1 est doté d'une hélice Éclair 195 et le prototype numéro constructeur 2 d'une hélice Éclair 206.

- La variante SEA IV-PM numéro constructeur 68 est destinée à des démonstrations de vol à longue distance.

- Le SEA IV C2 numéro constructeur 69 est le prototype du Potez VII. 16 à 17 SEA IV sont transformés en Potez VII par la société des Aéroplanes Henry Potez à l'atelier d'Aubervilliers avec un nouveau numéro constructeur.

## Utilisateurs
France
- Utilisateur : Potez, prototypes. Numéro constructeur : 1, 2, 58, 69.
- Utilisateur : Armée française, régiments d'aviation du Bourget et de Tours. Numéro constructeur : 2 à 116.